# Traité d'alliance (1778)
Pour les articles homonymes, voir Traité d'alliance.
Le Traité d'alliance ou Traité d'alliance franco-américaine, connu en anglais sous le nom de The Treaty of Alliance with France, est une alliance défensive entre le royaume de France et les États-Unis d'Amérique conclu en 1778 au milieu de la guerre d'indépendance des États-Unis. L'alliance prévoit l'envoi de soutien militaire pour toute attaque par les forces britanniques et une « paix éternelle ». Des émissaires du roi Louis XVI de France (en tête le diplomate Conrad Alexandre Gérard, qui signe au nom du roi) et du Second Congrès continental, qui représente alors le gouvernement des États-Unis, signent ce traité à l'hôtel de Coislin, au 4 place de la Concorde à l'angle de la rue Royale, et le Traité d'Amitié et de Commerce franco-américain à l'hôtel de Trouard, à l'autre angle du bâtiment, 10 place de la Concorde à Paris le 6 février 1778 formalisant une alliance franco-américaine qui perdure dans les faits jusqu'en 1800 et la signature du Traité de Mortefontaine, malgré l'exécution du roi Louis XVI pendant la Révolution française en 1793, et son annulation par le Congrès des États-Unis le 7 juillet 1798.

## Contexte
Lorsque les treize colonies britanniques d’Amérique ont déclaré leur indépendance de la Grande-Bretagne en 1776, leur allié potentiel le plus évident était la France, un ennemi de longue date de la Grande-Bretagne et un rival colonial qui avait perdu une grande partie de ses terres dans les Amériques après la guerre française et indienne. Les dirigeants français avaient été alarmés par la victoire de la Grande-Bretagne dans la guerre de Sept Ans qui avait modifié l’équilibre des forces européennes et avaient planifié une guerre de vengeance depuis le traité de Paris qui avait mis fin au conflit en 1763. Le ministre français des Affaires étrangères Choiseul avait envisagé que cela se fasse en alliance avec l’Espagne et implique une invasion franco-espagnole de la Grande-Bretagne. Choiseul était prêt à entrer en guerre en 1770 pendant la crise des Malouines, mais Louis XV avait été alarmé par la mobilisation navale britannique et avait plutôt renvoyé Choiseul et reculé.
Le 25 septembre, le Congrès continental ordonna aux commissaires, dirigés par Benjamin Franklin, de chercher un traité avec la France basé sur le projet de traité-type qui avait été formalisé pour établir des relations commerciales réciproques avec la France ou d'autres nations européenne. mais refusait de mentionner toute assistance militaire possible du gouvernement français. Cependant les commissaires américains ont travaillé à l’acquisition de relations commerciales de la nation la plus favorisée avec la France, ainsi qu’une aide militaire complémentaire, et ont rassuré tous les délégués espagnols que les États-Unis n’avaient aucun désir d’acquérir des terres espagnoles dans les Amériques, dans l’espoir que l’Espagne entrerait à son tour dans une éventuelle alliance franco-américaine.
Le comte de Vergennes, a retardé la signature d’une alliance formelle avec les États-Unis après avoir reçu des nouvelles des victoires britanniques sur le général George Washington dans la campagne de New York et du New Jersey. Avec l’aide du Comité de correspondance secrète, créé par le Congrès continental américain pour promouvoir la cause américaine en France, Benjamin Franklin a pu obtenir un prêt secret et une assistance militaire clandestine du ministre des Affaires étrangères, mais a été contraint de reporter les négociations sur une alliance formelle pendant que le gouvernement français négociait une éventuelle alliance avec l’Espagne.
Avec la défaite de la Grande-Bretagne à la bataille de Saratoga et les rumeurs croissantes d’offres de paix secrètes britanniques à Franklin, la France a cherché à saisir une occasion de profiter de la rébellion pour entamer des discussions avec les États-Unis sur une alliance formelle. Les colonies rejettent une proposition britannique de réconciliation en janvier 1778 et entament des négociations qui aboutiront à la signature du Traité d’amitié et de commerce et du Traité d’alliance.

## Contenu
Le traité notait les termes et conditions de l’alliance militaire, établissait des exigences pour la signature de futurs traités de paix pour mettre fin aux hostilités avec les Britanniques, et prévoyait que d’autres nations, à savoir l’Espagne, se joignent en tant qu’alliés

## Signature et conséquences

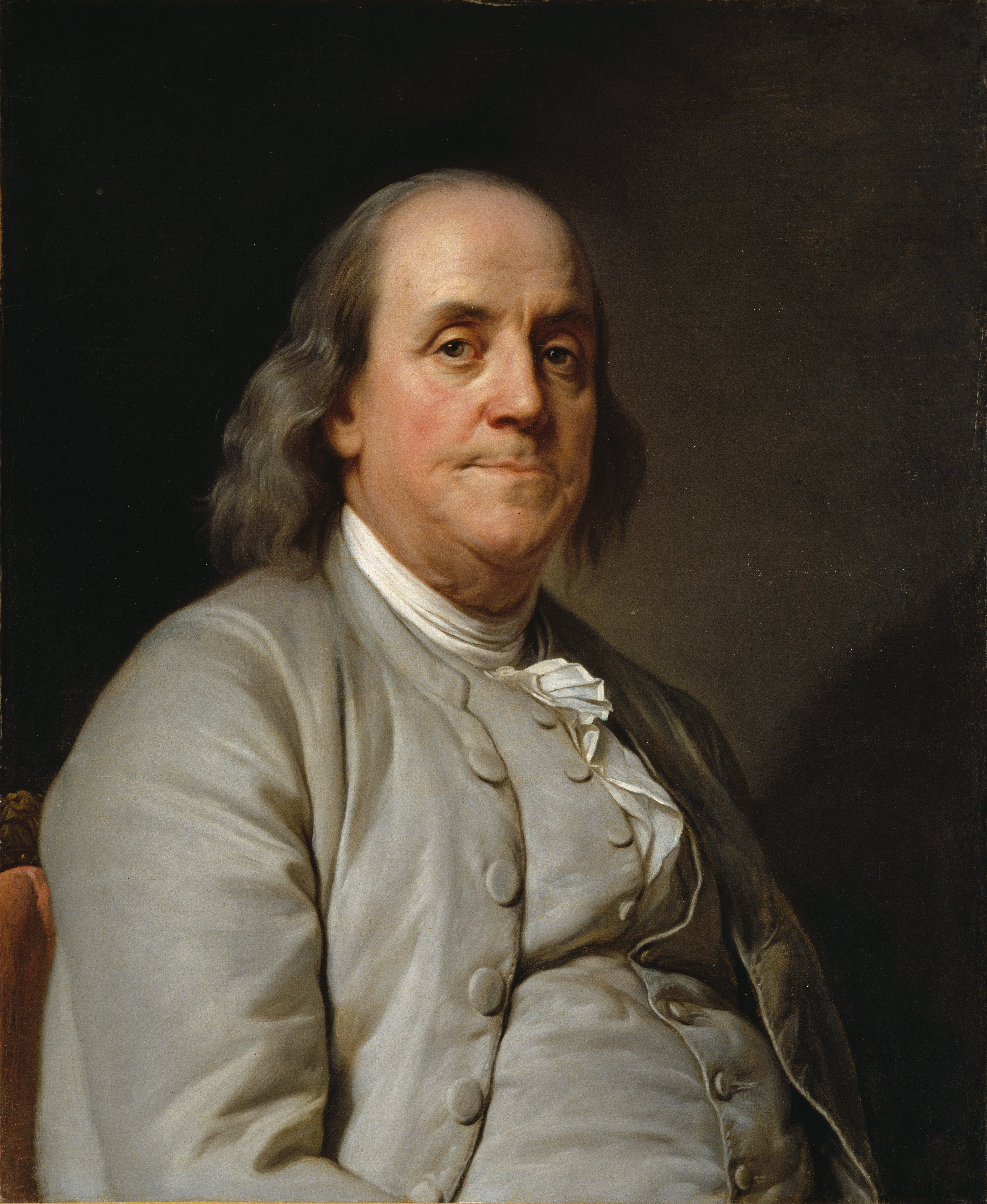
Benjamin Franklin

Le 6 février 1778, Benjamin Franklin et les deux autres commissaires, Arthur Lee et Silas Deane, signent le traité au nom des États-Unis, et Conrad Alexandre Gérard signe au nom de la France.
La Grande-Bretagne déclara la guerre à la France, amenant ainsi les Français dans la guerre d’indépendance américaine. Leur entrée a conduit à une escalade significative, car ce qui aurait autrement été une « rébellion coloniale déséquilibrée » est devenu un conflit géopolitique beaucoup plus vaste et plus complexe avec l’une des principales superpuissances mondiales.
Comme prévu par le traité d’alliance, l’Espagne s’allie à la France contre la Grande-Bretagne par le traité d’Aranjuez le 12 avril 1779. Le siège franco-espagnol de Gibraltar, bien qu’il ait finalement échoué, a servi à miner les forces britanniques et leur matériel de guerre. La République néerlandaise a rejoint le conflit l’année suivante, lorsque la Grande-Bretagne a déclaré la guerre après avoir saisi un navire marchand néerlandais soupçonné de transporter de la contrebande en France. Bien que les Hollandais ne se soient pas officiellement alliés aux États-Unis, leur rôle de co-belligérants avec la France a occupé davantage les forces britanniques, en particulier dans les Caraïbes et l’océan Indien.
Après la signature du traité, un afflux d’armes, de munitions et d’uniformes français s’est avéré vital pour l’armée continentale, tandis que leurs actions militaires aux Antilles et ailleurs ont forcé la Grande-Bretagne à redéployer des troupes et des unités navales loin des colonies nord-américaines pour sécuriser leurs possessions. L’implication française dans la guerre s’avérera extrêmement importante pendant le siège de Yorktown pour obtenir la reddition de Lord Cornwallis. Malgré les efforts britanniques pour négocier des traités séparés avec leurs adversaires, l’Espagne, la France et les États-Unis restèrent unis pendant leurs négociations avec la Grande-Bretagne et mirent fin aux hostilités en signant le traité de Paris de 1783.

## Suivi et fin du traité
Presque immédiatement après la signature du traité de Paris, les Américains ont commencé à se demander si l’absence de date de fin pour l’alliance militaire avait essentiellement créé une alliance perpétuelle entre les États-Unis et la France. Les Américains qui n’aimaient pas la proposition d’être éternellement liés à la France – notamment le secrétaire au Trésor Alexander Hamilton et ses partisans du Parti fédéraliste – ont saisi la Révolution française comme une occasion d’annuler officiellement le traité. Malgré un consensus des monarques européens qui considéraient le traité annulé par l’exécution du roi Louis XVI pendant la Révolution française, le président George Washington se rangea du côté de son secrétaire d’État Thomas Jefferson et déclara que le traité était toujours en vigueur, malgré le changement de régime en France.
Toutefois, la proclamation officielle de neutralité du président Washington et la loi de neutralité de 1794 qui a suivi ont effectivement invalidé les dispositions militaires du traité et ont déclenché une période de relations de plus en plus détériorées entre les deux nations. Les efforts du nouveau ambassadeur français Edmond-Charles Genêt pour lever des milices et des corsaires pour attaquer les terres espagnoles et les navires de guerre britanniques, pendant l’affaire Citizen Genet, ont retourné l’opinion publique contre les Français et ont conduit à la démission de Thomas Jefferson, un partisan de longue date de la cause française. À son tour, la signature du traité de Londres de 1794, ou traité de Jay, a convaincu beaucoup en France que les Américains étaient traîtres, ayant capitulé aux exigences britanniques et abandonné leurs alliés français.
Le sentiment public croissant contre le traité a culminé pendant la présidence de John Adams, lorsque la France révolutionnaire a refusé de recevoir des envoyés américains et de normaliser les relations pendant l’affaire XYZ; cela a entraîné l’annulation du traité par le Congrès le 7 juillet 1798. Les saisies françaises de navires de guerre américains pendant les guerres de la Révolution française ont conduit à la quasi-guerre et à de nouvelles tensions entre les anciens alliés ; le traité de Mortefontaine de 1800, qui mit fin au conflit, abrogea également formellement le traité d’alliance,.

### Source
- (en) Cet article est partiellement ou en totalité issu de l’article de Wikipédia en anglais intitulé « CTreaty of Alliance (1778) » (voir la liste des auteurs).

## Sources et bibliographie
- (en) Ronald Hoffman, Peter J. Albert, Diplomacy and Revolution : the Franco–American Alliance of 1778, Charlottesville, Univ. Press of Virginia, 1981,  (ISBN 978-0-8139-0864-9).
- (en) Maurice Ross, Louis XVI, Forgotten Founding Father, with a survey of the Franco–American Alliance of the Revolutionary period, New York, Vantage Press, 1976,  (ISBN 978-0-533-02333-2).
- (en) Edward Samuel Corwin, French Policy and the American Alliance of 1778, New York, B. Franklin, 1970